# Eunostos (déesse)
Pour les articles homonymes, voir Eunostos.
Dans la mythologie grecque, Eunostos (en grec ancien Εὔνοστος, en latin Eunostus) est une déesse associée à la meule à grains.
Sa première attestation se trouve dans l’Onomastikon de Julius Pollux au IIe siècle. Hésychios d'Alexandrie, dans son Lexique du Ve siècle, écrit que l'on plaçait des représentations de la déesse sur les meules à grain et qu'elle veillait sur la bonne quantité de farine. D'autres auteurs mentionnent la déesse sous le même nom (chez Photios Ier de Constantinople) ou sous le nom de Promylaia (dans la Souda) et semblent avoir puisé leurs informations chez Hésychios. Promylaia signifie « celle qui se tient devant la meule » ou « qui protège la meule ». 
Tant Eunostos que Promylaia pourraient n'avoir été que de simples épithètes de la déesse Déméter.